# Мичиганская милиция

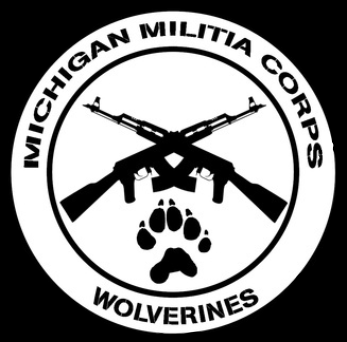
Шеврон Мичиганской милиции

Мичиганская милиция (Michigan Militia: Ополчение Мичигана) — полувоенная негосударственная организация штата Мичиган, основанная в 1994 Норманом Олсоном (Norman Olson). 

## Идеология
Особенностью американских реалий является тот факт, что данная организация не может считаться незаконным вооруженным формированием, так как согласно Второй поправке к конституции граждане США могут быть вооружены на законных основаниях. Однако Мичиганская милиция не подчиняется ни властям штата, ни федеральному правительству и относится к движению ополчения. Идеология милиционеров заключается в подготовке к возможным чрезвычайным ситуациям ("выживальщики": survivalists), когда существующая власть может быть существенно ослаблена. Исторически свое происхождение Мичиганская милиция возводит к ополчению (militia) времен Американской Революции (Минитмены). 

## История
Недобрая слава Мичиганской милиции связана с тем, что ее собрания посещал Тимоти Маквей, устроивший крупный теракт в Оклахома-сити в 1995 году, из-за чего организация стала считаться ультраправой. В условиях пандемии коронавируса и связанных с нею ограничений мичиганские ополченцы придерживались конспирологических теорий и открыто протестовали против вводимых властями штата ограничений, в частности бойцы организации воспрепятствовали закрытию парикмахерской Карла Манке.

## Структура
Максимальное число сторонников достигало 10 тыс. человек. Организационно милиция разделена на 4 дивизии, которые состоят из бригад. Жесткая иерархия отсутствует, командиры выборные. Радикальной фракцией Мичиганской милиции являются "Стражи Россомахи" (Wolverine Watchmen), которых обвинили в заговоре с целью похищения губернатора штата Гретхен Уитмер. Россомаха (Wolverine) считается символом штата Мичиган.